# Michael Howard
Michael Howard (n. 24 decembrie 1928, Greater London, Anglia, Regatul Unit) este un scrimer ce a reprezentat Regatul Unit al Marii Britanii și al Irlandei de Nord, medaliat olimpic. A participat la 3 ediții ale Jocurilor Olimpice (1956, 1960, 1964) în care a câștigat o medalie de argint.